# Ebioniták evangéliuma
Ebioniták evangéliuma a 2. század közepe táján keletkezett görög nyelvű apokrif irat.
Csak néhány töredékes idézet ismeretes belőle az ókeresztény írók műveiből. A 7 töredék Keresztelő Jánosról, az apostolok kiválasztásáról és Jézus kereszteléséről beszél. A részletek Máté evangéliuma (Mt 12:46–50) átdolgozásainak tűnnek. A töredékek beszámolnak az evangéliumokból ugyancsak ismert utolsó vacsoráról. A töredékekből arra is lehet következtetni, hogy a művet az úgynevezett zsidókeresztények használhatták, akik szembefordultak az ún. pogánykeresztényekkel. Ezért az ebioniták evangéliuma úgy mutatja be Jézust, mint erényes embert, nagy prófétát, nem pedig mint Isten fiát. Az irat ugyanakkor ellenséges érzületet tanúsít a zsidó áldozatokkal szemben.
A töredékek görög nyelvűek, és hasonlítanak némely részletben az Héberek evangéliuma, illetve az Egyiptomiak evangéliuma című más apokrif iratokra. Hogy az eredeti szöveg héber nyelvű volt-e, viták tárgyát képezi. Az viszont tény: a 4. századi Szalamiszi Szent Epiphaniosz beszámol róla, hogy az ebioniták a Máté szerinti evangéliumot használják, bár Kerinthosz és Merinthosz követői.

## Magyar nyelvű fordítás
A töredékek két magyar nyelvű is fordítással rendelkeznek::
- Az ebioniták szerinti evangélium töredékei (ford. Vanyó László) IN: Apokrifek (szerk. Vanyó László), Bp., Szent István Társulat, 1980, ISBN 963-360-110-x, 293–295. o.
- Az ebioniták szerinti evangélium (ford. Rugási Gyula) IN: Hubai Péter (szerk.): Jézus rejtett szavai, Holnap Kiadó, Budapest, 1990, ISBN 963-345-025-X, 99–103. o.